# Ślepowron maurytyjski
Ślepowron maurytyjski (Nycticorax mauritianus) – wymarły gatunek ptaka z rodziny czaplowatych (Ardeidae). Występował na Mauritiusie w archipelagu Maskarenów na Oceanie Indyjskim. Został opisany w 1893 r. na łamach „Transactions of the Zoological Society of London” przez dwóch ornitologów: Edwarda Newtona i Hansa Gadowa (obaj z Uniwersytetu Cambridge).
Gatunek znany jedynie z kilku części szkieletu: czaszki, miednicy (składającej się z 2 kości miednicznych), kości kruczej (będącej częścią pasa barkowego), kości łokciowej, kości promieniowej i kości skokowej, znalezionych w Mare aux Songes. Tylko kość krucza i skokowa zachowały się do dziś.
Przypuszczalnie pierwszy raz wzmiankowany przez francuskiego naturalistę François Leguata w 1693, który opisał go jako „świetnego lotnika wśród bąków”.
Ptak ten wymarł przypuszczalnie pod koniec XVII w.